# Armstrong Film
Armstrong Film AB är ett Stockholmsbaserat filmproduktionsbolag inom TV, reklamfilm och annan rörlig media. Bolaget grundades 2001 av Sören Fernholm och Philip Karlberg som ett systerbolag till Short and Simple (registreringsår 1998).
Bolaget producerar främst reklamfilmer och informationsfilmer, både för internt och externt bruk.
Under 2017 ökar Armstrong Film närvaron i Palo Alto, CA för att utveckla marknaden av b2b och b2c-filmer.

## Utmärkelser
- 2003 - Guldägg för LAFA:s kampanj "Kondom, fortfarande det enklaste sättet att slippa ångest"[2]
- 2004 - Silverägg för LAFA:s kampanj "Telefonkedjan"[3]
- 2005 - 100-wattaren för  LAFA:s kampanj "Telefonkedjan" [4]